# French Tech

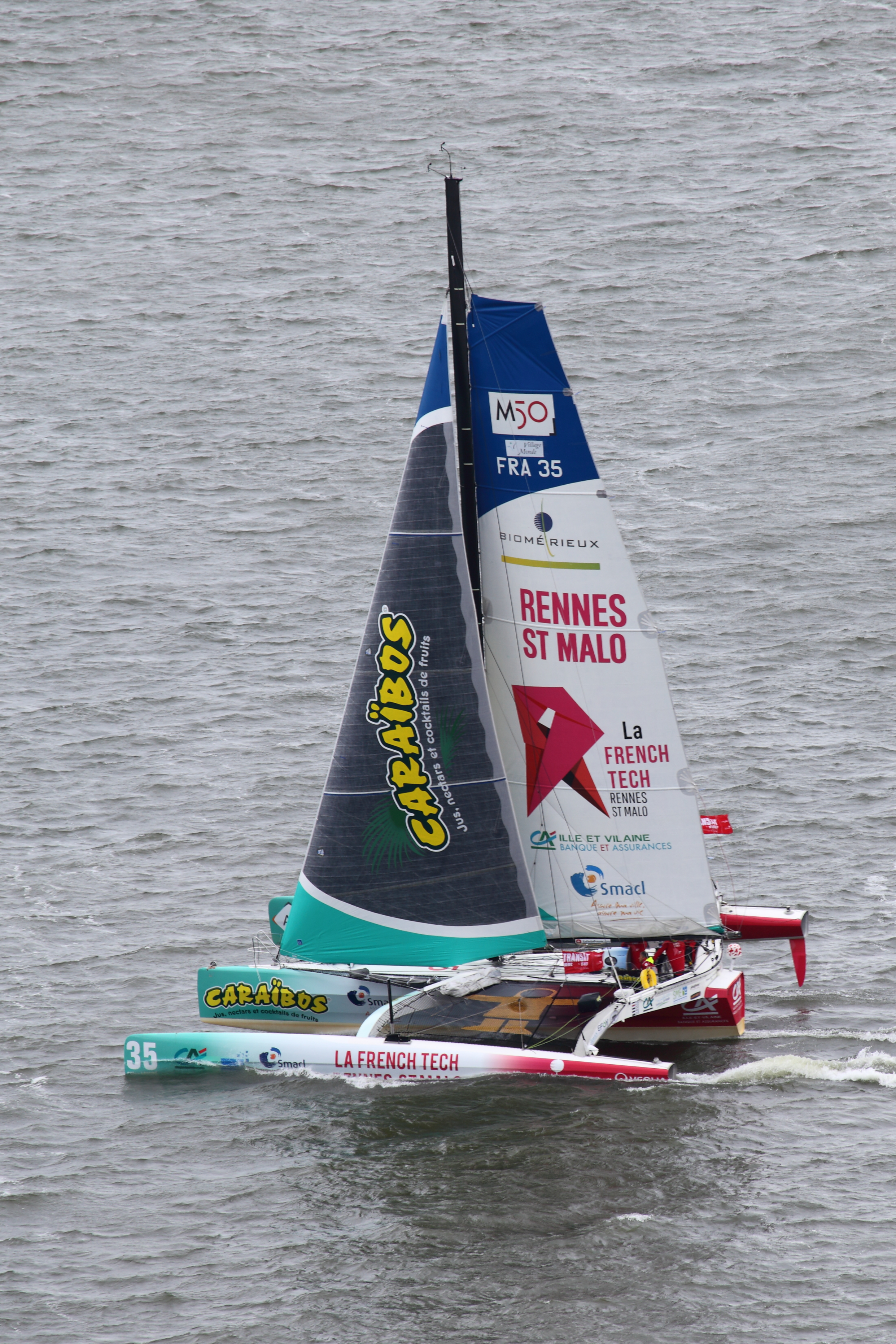
French Tech

O Tech francês (French Tech) é um rótulo francês atribuído aos centros metropolitanos reconhecidos pelo seu ecossistema de startups, bem como uma marca comum que pode ser usada por empresas inovadoras francesas.
O Tech francês tem como objetivo, em particular, dar uma forte identidade visual às startups francesas, além de incentivar o intercâmbio entre elas.
O rótulo foi criado em 2013 pelo governo francês.